# Adrian Gaspar

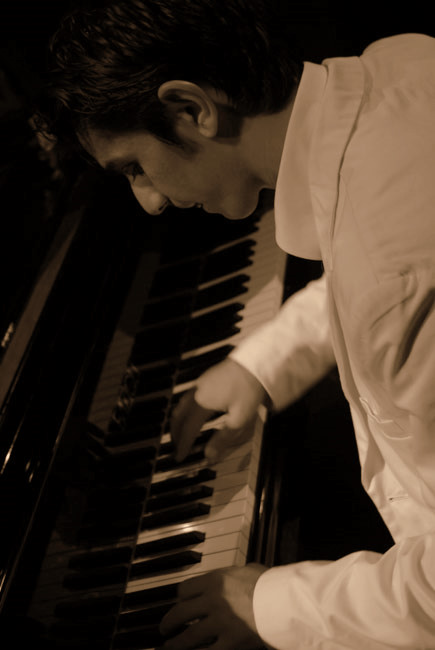
Adrian C. Gaspar, 2007

Adrian Coriolan Gaspar (* 2. Mai 1987 in Moldova-Nouă, Rumänien) ist ein rumänisch-österreichischer Pianist, Komponist und Arrangeur, der in Wien, Österreich, lebt.

## Leben und Wirken
Gaspar wuchs in Pojejena und teilweise auch in Mössingen als Mitglied einer großen Familie auf, die zur Roma-Minderheit gehört. Er besuchte eine deutschsprachige Schule in Caransebeș, wo er auch seinen ersten Klavierunterricht erhielt. 1996 zog er mit seiner Familie nach Wien. Von 1998 bis 2006 besuchte er das Musikgymnasium Wien, wo er unter anderem von Georg Kugi und Herbert Ortmayr in Gehörbildung und Musiktheorie unterrichtet wurde.
2003 wurde er bei dem Wettbewerb der Wiener Musikschulen mit seinem Stück Romanes-ke als jüngster zeitgenössischer Komponist ausgezeichnet.
2005 gründete Gaspar das Adrian Gaspar Orchestra, das in österreichischen Medien damals als die „jüngste eigenständige Jazz Big Band der Welt“ bezeichnet wurde. Diese Band erhielt den Publikumspreis der Austrian World Music Awards 2006. Mit Unterstützung des ORF Burgenland nahm das AGO im Landesstudio Eisenstadt zwei Studioalben auf. 
Mit der Adrian Gaspar GypsyCombo, einem Projekt, das sich ausschließlich auf Gypsy- und Balkan-Musik spezialisiert hat, 
gewann er 2007 den Förderpreis des Austrian World Music Award. Im selben Jahr gründete er das Adrian Gaspar Trio, mit dem er unter anderem in Europa und in den USA konzertierte.
Gaspar studierte Komposition und Musiktheorie an der Universität für Musik und darstellende Kunst Wien bei Herbert Lauermann, Martin Lichtfuss und Dietmar Schermann sowie Jazz-Arrangement privat beim Gründer des damaligen Vienna Art Orchestra, Mathias Rüegg.
Im Rahmen diverser Jazz Festivals und Konzertreihen sowie World Music Festivals arbeitete Gaspar mit internationalen Künstlern wie Thomas Gansch, Nicolas Simion oder Georg Breinschmid zusammen. Er komponiert außerdem Musik für Film und Theater. Als Komponist arbeitete er mit diversen internationalen Dirigenten, Sängern und Opern-Regisseuren, wie zum Beispiel dem mexikanischen Dirigenten José Areán, der die Uraufführung seines Oratoriums Symphonia Romani – Bari Duk leitete. Szenen seiner Kammeroper Rromanó Kidipé wurden 2020 digital in Berlin aufgeführt Deren konzertante Uraufführung fand 2021 in Frankfurt am Main und die szenische Uraufführung gemeinsam mit Szenen aus seinem Stück Papúsza's Tränen in einer Inszenierung von Bruno Berger-Gorski kurz darauf in Wien statt.
Seit 2013 ist Gaspar künstlerischer Leiter des IMPROVISION Festivals, das jährlich in Wien stattfindet.

## Diskographie
- Gypsy Dance & Jazz – Adrian Coriolan Gaspar – 2007
- All.can B-Jazz – Adrian Gaspar Orchestra – 2007
- This.Orient.ate Minds – Adrian Gaspar Trio – 2008
- Crastavica – Adrian Gaspar GypsyCombo – 2008
- The Fun-Key – Adrian Gaspar Orchestra – 2011
- RELOADED – Adrian Gaspar Trio – 2012
- IMPROVISIONEN – Adrian Gaspar & Gäste – 2013
- IMPROVISION – Adrian Gaspar & Friends – 2023